# Bróm-pentafluorid
A bróm-pentafluorid interhalogén vegyület, képlete BrF5. Erős fluorozószer, olvadáspontja −61,3 °C, forráspontja 40,25 °C. Az oxigén izotóp-összetételének elemzésben használják: a szilárd szilikátok bróm-pentafluorid jelenlétében végzett lézeres ablációja során O2 gáz szabadul fel, melyet utána analizálnak. Az uránfeldolgozásban fluorozószerként alkalmazzák, valamint vizsgálják, hogy lehet-e használni rakétákban folyékony oxidálószerként.

## Előállítás
Bróm-pentafluoridot először 1931-ben állították elő bróm és fluor közvetlen reakciójával.  Ez a reakció nagy mennyiségű termék gyártására alkalmas, 150 °C feletti hőmérsékleten, fluorfeleslegben hajtják végre:
Br2 + 5 F2 → 2 BrF5
Kis mennyiség előállításához kálium-bromidot és fluort reagáltatnak egymással:
KBr + 3 F2 → KF + BrF5
Az ezzel az eljárással gyártott bróm-pentafluorid szinte teljesen mentes a bróm-trifluoridtól és egyéb szennyeződésektől.

## Reakciók
Vízzel robbanásszerűen reagál, de acetonitrillel hígítva egyszerű hidrolízistermékek, brómsav és hidrogén-fluorid keletkezik:
BrF5 + 3 H2O → HBrO3 + 5 HF
Rendkívül erős fluorozószer, a legtöbb uránvegyületet már szobahőmérsékleten urán-hexafluoriddá alakítja.

## Veszélyek
A bróm-pentafluorid súlyosan maró hatású, gőzei irritálják a szemet, a bőrt és a nyálkahártyát. 100 ppm bróm-pentafluoridnak történő pár perces kitettség halálos a legtöbb kísérleti állat számára.  Az anyaggal történő krónikus érintkezés nefrózist és hepatózist okozhat.
Szerves anyagokkal vagy por alakú fémekkel érintkezve azokat spontán meggyújthatja, de akár robbanás is bekövetkezhet.

## Fordítás
Ez a szócikk részben vagy egészben  a   Bromine pentafluoride című angol Wikipédia-szócikk ezen változatának fordításán alapul.  Az eredeti cikk szerkesztőit annak laptörténete sorolja fel. Ez a jelzés csupán a megfogalmazás eredetét és a szerzői jogokat jelzi, nem szolgál a cikkben szereplő információk forrásmegjelöléseként.